# أجنموتو

شعار الشركة

أجنموتو ((باليابانية: 味の素株式会社)) هي شركة يابانية للغذاء والكيماويات مقرها في طوكيو.